# Kirche Liebstadt

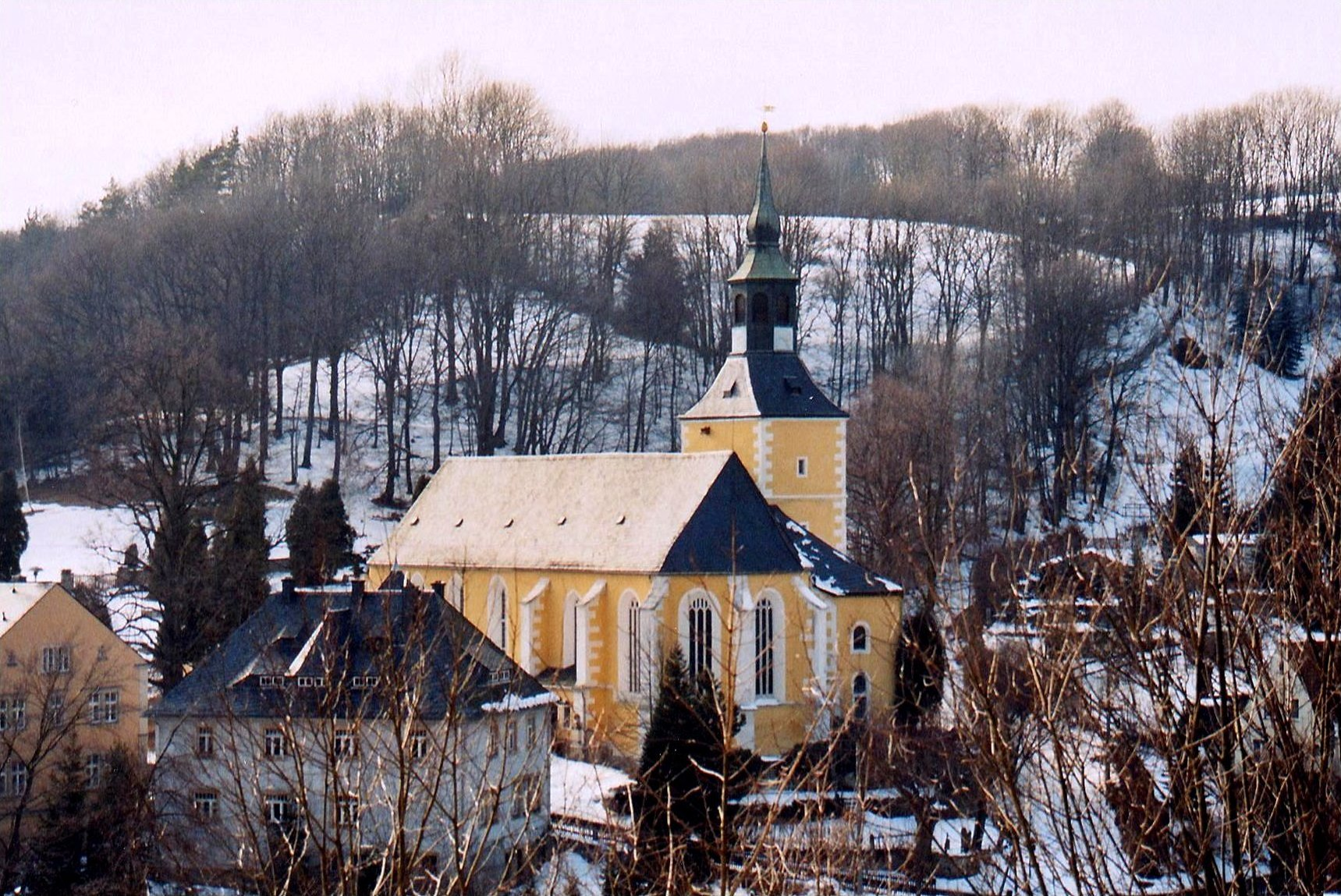
Kirche Liebstadt

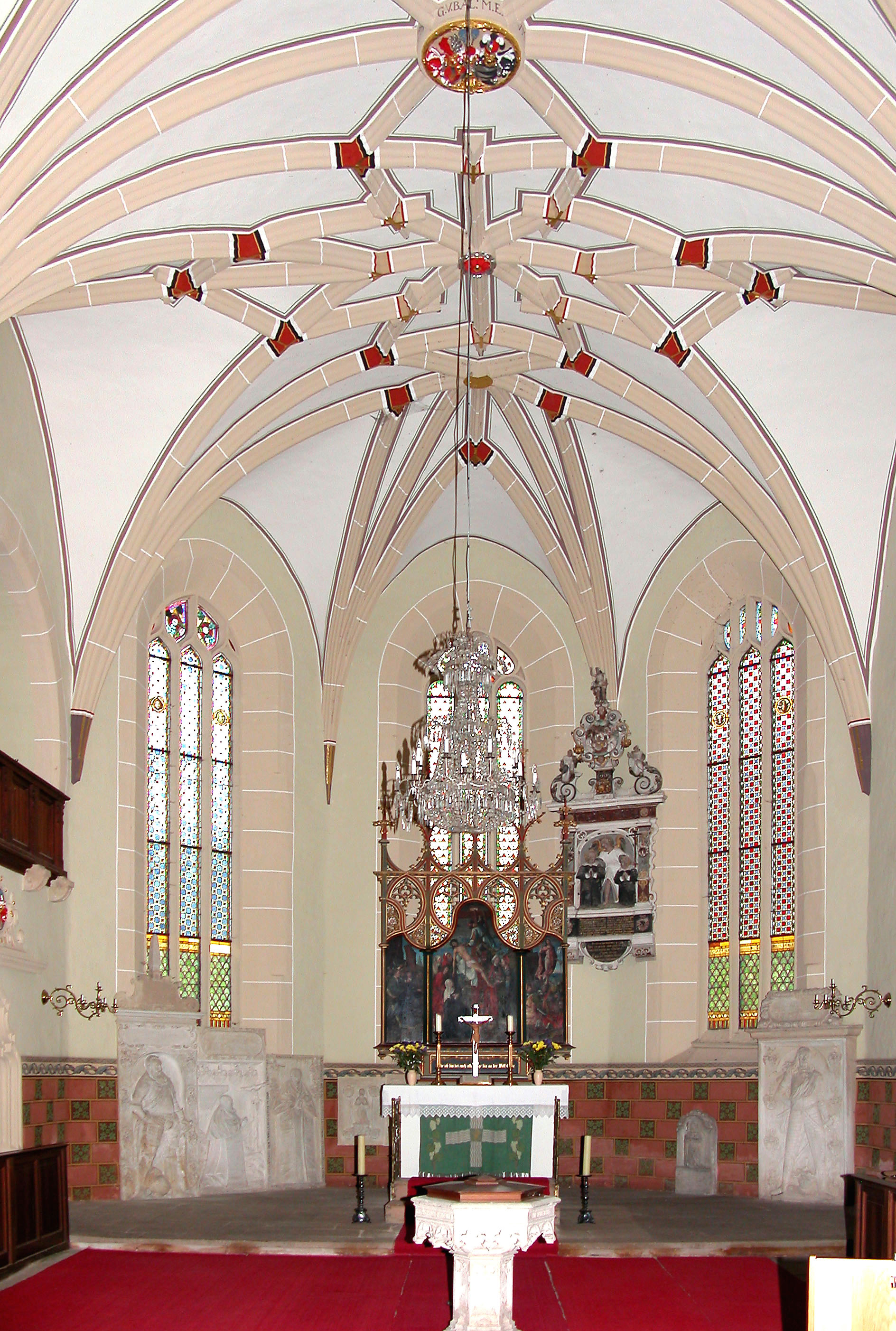
Innenansicht

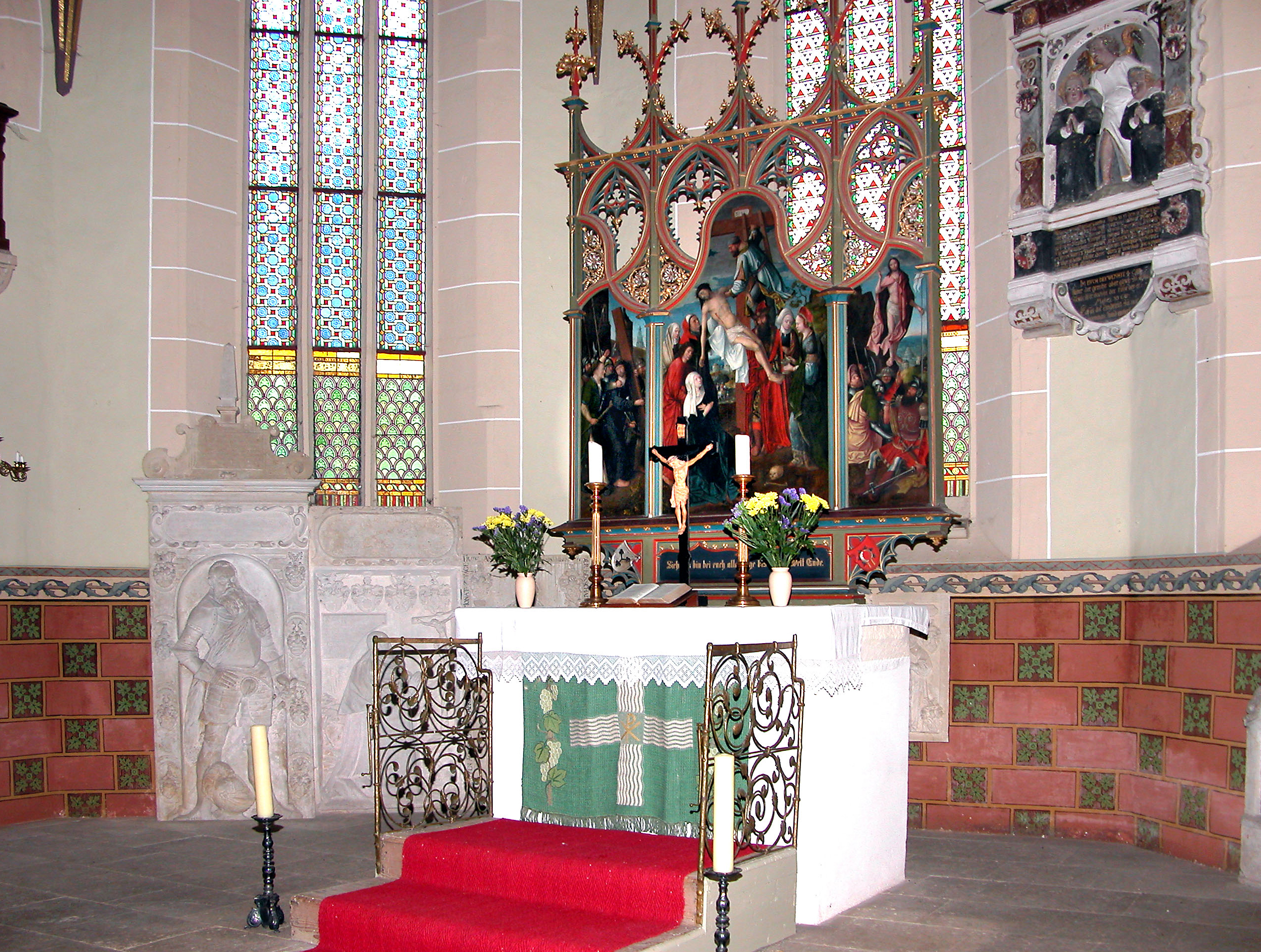
Altar

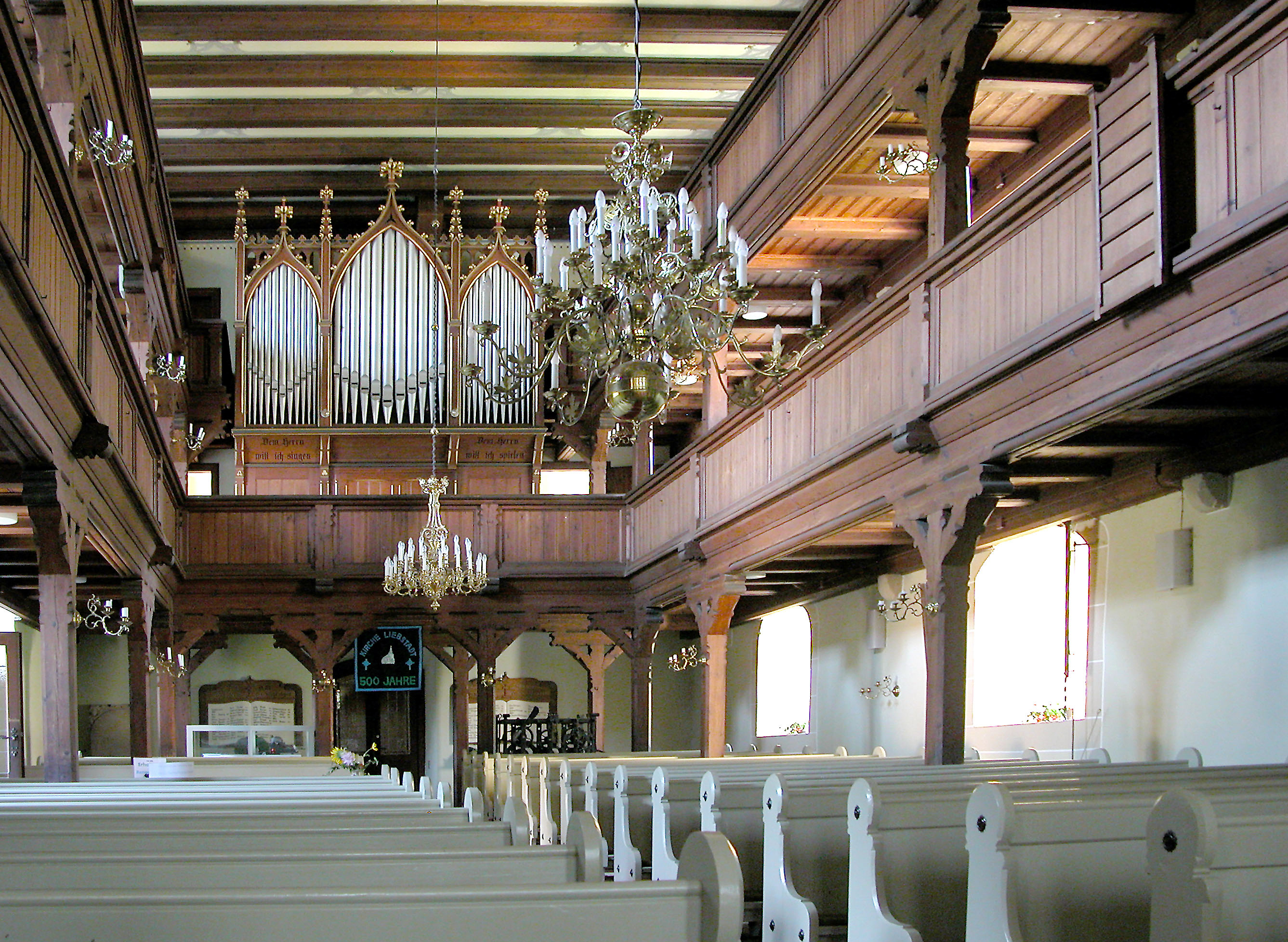
Blick nach Westen zur Orgel

Die evangelische Kirche Liebstadt ist eine gotische Saalkirche in Liebstadt im Landkreis Sächsische Schweiz-Osterzgebirge in Sachsen. Sie gehört zur Kirchengemeinde Liebstadt-Ottendorf im Kirchenkreis Pirna der Evangelisch-Lutherischen Landeskirche Sachsens.

## Geschichte und Architektur
Eine Kirche in Liebstadt wird 1388 genannt. Das heutige, auf einer Anhöhe gelegene Bauwerk ist eine Saalkirche; der ebenso breite Chor schließt mit einem Dreiachtelpolygon; an seiner Nordseite steht der massige Chorflankenturm. Das Langhaus wurde möglicherweise noch im 15. Jahrhundert erbaut; über der inneren Sakristeitür ist das Meisterzeichen "h.b." und die Jahreszahl 1499 zu sehen. Der Chor stammt eventuell erst aus den Jahren 1511–18, die letztere Jahreszahl ist an der Ostseite des Triumphbogens zu finden.
Das Äußere ist schlicht, das Langhaus ohne Strebepfeiler ausgeführt, die reich profilierten, spitzbogigen Portale mit Stabwerk verziert. Die einfachen dreibahnigen Maßwerkfenster des Chors zeigen nachgotische Formen.
Im Inneren ist der Chor mit Sterngewölben geschlossen, die Rippen zeigen Durchsteckungen (ähnlich wie in der Stadtkirche in Dohna); die Schlusssteine stammen von einer Renovierung in den Jahren 1627 und 1628. Die Flachdecke des Saals stammt von 1577; die Sakristei im Turmuntergeschoss ist gewölbt.

## Ausstattung
Am Altar sind Tafeln eines niederländischen Retabels vom Ende des 15. Jahrhunderts erhalten. Die Rahmung wurde 1673, das Gesprenge 1895 geschaffen. Im Mittelbild ist die Kreuzabnahme, in der linken Tafel die Kreuzigung, an der rechten die Auferstehung Christi dargestellt; die Außenseiten zeigen in Grisaillemalerei die Gefangennahme Jesu und die Handwaschung des Pilatus (beschädigt).
Die Kanzel aus Sandstein ist mit 1577 datiert und ruht auf einem Sandsteinpfeiler mit ornamentiertem Spiegel. Der reich geschnitzte Schalldeckel stammt von 1624 und zeigt den Schmerzensmann und Putten mit den Leidenswerkzeugen.
Mehrere figürliche Grabmäler wurden wohl zumeist von Pirnaer Bildhauern in Sandstein gearbeitet. Beachtenswert ist im Chor das Gestühl für Rudolf von Bünau († 1615) und für Detlef von Wedelbusch vom Ende des 17. Jahrhunderts, im Langhaus für Pfarrer Johannes Simon († 1618), farbig gefasst. Im Chorfußboden bezeichnet eine runde Bronzeplatte für Rudolf von Bünau († 1615, Hans Hillger zugeschrieben) die Gruft. Zwei aufwändig gearbeitete hölzerne Wappenepitaphien stammen aus dem 18. Jahrhundert.
Die Orgel ist ein Werk von Jehmlich aus dem Jahr 1892 mit 19 Registern auf zwei Manualen und Pedal.

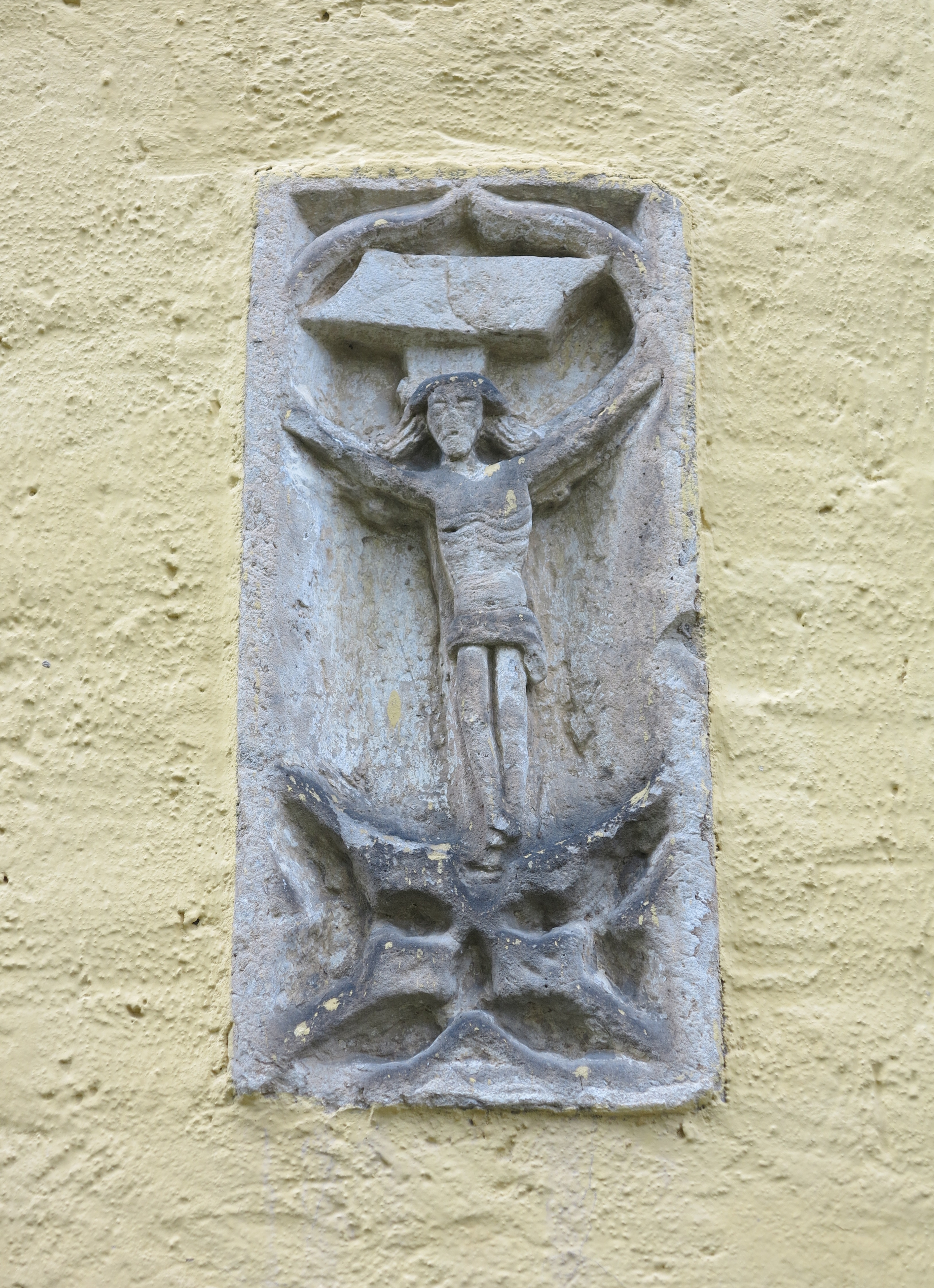
Kleine Kreuzigungsdarstellung an der Aussenwand der Kirche, Foto Juli 2025